# The Maze of Bones
The Maze of Bones (Brasil: O Labirinto dos Ossos / Portugal: O Labirinto de Ossos) é o primeiro livro da série The 39 Clues. Foi escrito por Rick Riordan e publicado pela nos Estados Unidos pela Scholastic em 9 de setembro de 2008, e no Brasil pela Editora Ática em 2009. O Labirinto dos Ossos alcançou a primeira posição como Livro Infantil na lista de Best Sellers do New York Times em 28 de setembro de 2008 e permaneceu na mesma por 16 semanas a partir de 2 de janeiro de 2009.

## Sinopse
A CAÇADA COMEÇOU. VOCÊ VAI FICAR DE FORA?
Imagine se você descobrisse que faz parte de uma família de personalidades que mudaram a história. E imagine se, no minuto seguinte, você tivesse que escolher entre herdar 1 milhão de dólares ou a primeira de 39 pistas para encontrar o maior tesouro do mundo. Essa é a decisão que os órfãos Amy e Dan Cahill devem tomar em apenas cinco minutos.
Os irmãos queimam seus cheques e se lançam na busca das 39 pistas. O que eles nem imaginam é que seus maiores inimigos serão os próprios Cahill, uma família dividida em clãs e capaz de qualquer trapaça para chegar ao tesouro. 